# Luc Krotwaar
Luc Krotwaar (Bergen op Zoom, 25 januari 1968), bijgenaamd de witte Keniaan, is een Nederlandse langeafstandsloper uit Eindhoven, die is gespecialiseerd in de marathon. Zijn beste prestaties zijn een vijftiende plaats op de marathon tijdens de wereldkampioenschappen van 2005 in Helsinki en een vierde plaats op de marathon bij de Europese kampioenschappen van 2006 in Göteborg. Hier behaalde hij met het Nederlands marathonteam een bronzen medaille. Hij was lid van PSV Atletiek, Prins Hendrik Vught en geeft trainingen bij Eindhoven Atletiek.

## Biografie

### Jeugdjaren
Zijn eerste succes boekte Krotwaar in 1985 bij de Nederlandse jeugdkampioenschappen veldlopen in Reeuwijk. Met een tijd van 13.32 won hij de wedstrijd en de Nederlandse titel. Het jaar erop prolongeerde hij deze titel, maar in 1987 moest hij genoegen met het brons. Datzelfde jaar vertegenwoordigde hij Nederland op het onderdeel 5000 m bij de Europese jeugdkampioenschappen in Birmingham. Met een tijd van 14.20,44 veroverde hij een bronzen medaille achter de Brit Simon Mugglestone (goud; 14.12,83) en de Italiaan Giuliano Baccani (zilver; 14.18,39).

### Doorbraak bij de senioren
Zijn echte doorbraak bij de senioren maakte Luc Krotwaar in 1994. Hij begon het jaar met het winnen van de 3000 m bij de Nederlandse indoorkampioenschappen en een zilveren medaille op de Nederlandse kampioenschappen veldlopen in Wieringerwerf. Bij de NK veldlopen was alleen Tonnie Dirks hem te snel af met 38.57 om 38.25. Zijn goede vorm hield hij vast en later dat jaar pakte hij een gouden medaille op de 10.000 m tijdens de Nederlandse kampioenschappen in Assen.

### Zevenmaal marathonkampioen
In 1997/1998 begon hij zich toe te leggen op de halve marathon en de marathon. Krotwaar was hierbij vrijwel gelijk succesvol, getuige zijn nationale titels op het NK halve marathon (1998) en NK marathon in 1997 en 1998. In totaal werd hij zevenmaal Nederlands kampioen op de marathon en tweemaal op de halve marathon. Ook was hij vijfmaal de snelste Nederlander op de marathon van Eindhoven (1997, 1998, 1999, 2000, 2005)
Zijn persoonlijk record op de marathon liep hij in 2:10.13 op de marathon van Fukuoka in 2003. In dat jaar won hij ook de halve marathon van Egmond in een tijd van 1:03.43. In de lente van 2003 liep Krotwaar 2:19.42 op de marathon van Rotterdam. Deze prestatie gaf hem geen voldoening en dus meldde hij zich bij de organisatie van de marathon van Utrecht. Op een hete paasdag, slechts acht dagen na Rotterdam, liep hij in Utrecht een tijd van 2:13.41. Deze tijd bleef de drie volgende edities als parcoursrecord staan.

### Olympische Spelen gemist
Krotwaar kwalificeerde zich in 2004 voor de Olympische Spelen van Athene, maar moest zich terugtrekken, omdat hij last kreeg van een kuitblessure. 'Ik ben de afgelopen dagen intensief behandeld met de zogenoemde shockwave-therapie. Dat leek succes te hebben, maar als ik op wedstrijdtempo ging lopen, voelde ik een felle, stekende pijn. Ik ben er lang in blijven geloven, maar ik kan me er nu bij neerleggen', aldus Krotwaar in Athene. Enkele maanden eerder, in april, was hij nog zevende geworden op de marathon van Rotterdam in een tijd van 2:11.56.
Bij het WK marathon 2005 in Helsinki eindigde Krotwaar als vijftiende met een tijd van 2:12.44. Een jaar later behaalde hij op de EK in Göteborg een vierde plaats in 2:12.44. Bovendien werd hij op de Posbankloop in Velp tweede.

### Rotterdam 2007
Zijn zevende nationale titel behaalde hij op 15 april 2007 tijdens de marathon van Rotterdam, waarin hij tot een tiende plaats kwam in een tijd van 2:15.28. De wedstrijd werd gekenmerkt door extreem warme weersomstandigheden, die Luc Krotwaar ogenschijnlijk redelijk goed doorstond. Begin augustus 2007 maakte hij echter bekend, dat hij afzag van deelname aan de marathon op de eerste dag van de wereldkampioenschappen in Osaka. Volgens zijn manager Pieter Langerhorst had de snikhete marathon van Rotterdam in april er bij Luc toch flink ingehakt met een langere hersteltijd dan verwacht. Hierdoor was hij niet op tijd in vorm voor Osaka, omdat hij onvoldoende snelheidstrainingen had kunnen doen. Krotwaar had zich op basis van zijn prestatie op de EK in 2006 en zijn tijd van 1:02.34 op 17 maart 2007 tijdens de City-Pier-City Loop gekwalificeerd voor Osaka.
Na gedurende de zomer enige tijd te hebben vertoefd in het trainingskamp van Lornah Kiplagat in het Keniase Iten, waar hij ook door een plaatselijke masseur van zijn blessureklachten werd afgeholpen, voelde Krotwaar zich in het najaar eindelijk weer goed genoeg om op 21 oktober 2007 aan de marathon van Amsterdam deel te nemen. Hij hoopte er een aanvaardbare prestatie neer te kunnen zetten, al verwachtte hij niet de vereiste limiet van 2.10 voor de Olympische Spelen van Peking te kunnen lopen. Ondanks zijn gematigde optimisme verliep de wedstrijd echter niet zoals Krotwaar zich die had voorgesteld, waardoor hij er na 25 kilometer de brui aan gaf. ‘Mijn vorm was slechter dan ik dacht. Ik wilde hier geen 2.16 lopen, daarom ben ik eruit gegaan.’
Krotwaar hoopte vervolgens om zich in het voorjaar van 2008 alsnog te kwalificeren voor de olympische marathon. Dit lukte echter niet. De marathon van Rotterdam van 2007 had ook op hem een veel grotere impact gehad dan hij van tevoren had gedacht. Wederom zag hij de Olympische Spelen aan zijn neus voorbijgaan.

### Ultralopen
Inmiddels heeft Krotwaar besloten om na 2010 met topsport te stoppen voor wat betreft de marathon. Hij gaat dan proberen grenzen te verleggen bij het ultralopen, met name de afstanden van de marathon tot aan de 100 kilometer. Hij stapt ook verder niet helemaal uit de sport, maar houdt zich vanaf 2011 bezig met scouten van nieuw marathontalent en met hardloopbegeleiding.
In 2011 toonde hij blijk van zijn kunnen door de Zestig van Texel te winnen met een tijd van 4:14.08. Twee jaar later, in 2013, debuteerde hij op de 100 km met een tijd van 7:54.40.

## Nederlandse kampioenschappen
Outdoor
| Onderdeel      | Jaar                                     |
| -------------- | ---------------------------------------- |
| 10.000 m       | 1994, 2002                               |
| halve marathon | 1998, 2005                               |
| marathon       | 1997, 1998, 1999, 2000, 2002, 2004, 2007 |

Indoor
| Onderdeel | Jaar |
| --------- | ---- |
| 3000 m    | 1994 |

## Persoonlijke records
Baan
| Onderdeel   | Prestatie | Datum         | Plaats    |
| ----------- | --------- | ------------- | --------- |
| 800 m       | 1.49,3    | 15 juni 1988  | Kevelaer  |
| 1500 m      | 3.41,58   | 2 juni 1988   | Palermo   |
| 1 Eng. mijl | 4.08,5    | 7 mei 1987    | Eindhoven |
| 2000 m      | 5.20,5    | 15 april 1987 | Uden      |
| 3000 m      | 8.02,8    | 16 juni 1990  | Kerkrade  |
| 5000 m      | 13.38,73  | 5 juli 2000   | Papendal  |
| 10.000 m    | 28.39,04  | 12 april 2002 | Zeist     |

Weg
| Onderdeel      | Prestatie     | Datum            | Plaats   |
| -------------- | ------------- | ---------------- | -------- |
| 10 km          | 28.09 (ex-NR) | 7 april 2002     | Brunssum |
| 15 km          | 43.48         | 11 november 2001 | Nijmegen |
| 10 Eng. mijl   | 47.19         | 30 augustus 1998 | Heerlen  |
| halve marathon | 1:01.49       | 6 oktober 2002   | Duiven   |
| marathon       | 2:10.13       | 7 december 2003  | Fukuoka  |
| 100 km         | 7:54.40       | 23 juni 2013     | Torhout  |

Indoor
| Onderdeel | Prestatie | Datum            | Plaats   |
| --------- | --------- | ---------------- | -------- |
| 1500 m    | 3.48,5    | 2 oktober 1989   | Dortmund |
| 3000 m    | 7.54,02   | 19 februari 1994 | Den Haag |

## Palmares

### 3000 m
- 1994:  NK indoor - 7.54,02

### 5000 m
- 1987:  EJK - 14.20,44
- 2000:  NK - 14.00,79
- 2001:  NK - 13.53,64
- 2009:  Vincent van Goghloop te Nuenen - 15.00,00

### 10.000 m
- 1994:  NK - 28.46,71
- 1998:  NK - 29.16,26
- 1999:  NK - 29.17,69
- 2002:  NK - 28.39,04

### 10 km
- 1991:  Parelloop - 28.43
- 1993:  Parelloop - 28.55
- 1994: 8e Parelloop - 29.21
- 2000:  Goudse Nationale Singelloop - 29.17
- 2000: 5e Parelloop - 29.44
- 2001: 4e Goudse Nationale Singelloop - 28.57
- 2001:  Sint Bavoloop - 29.19
- 2002:  Parelloop - 28.09
- 2002: 9e Stadsloop Appingedam - 29.53
- 2004:  marathon van Enschede - 30.44
- 2005: 9e Fortis Loopfestijn Voorthuizen - 29.56
- 2005: 13e Stadsloop Appingedam - 30.50
- 2007: 17e Groet uit Schoorl Run - 30.52
- 2007: 15e Zwitserloot Dakrun - 30.35
- 2010: 12e NK in Tilburg - 31.07
- 2012:  Ronde van Naestenbest - 34.05

### 15 km
- 1993: 21e Zevenheuvelenloop - 46.05
- 1997: 18e Zevenheuvelenloop - 45.29
- 1998: 8e Haagse Beemden Loop - 46.29
- 1998: 8e Zevenheuvelenloop - 45.35
- 2000: 20e Zevenheuvelenloop - 46.33
- 2001: 8e Zevenheuvelenloop - 43.47,1
- 2002: 8e Zevenheuvelenloop - 46.13
- 2004: 12e Zevenheuvelenloop - 44.42
- 2006:  Posbankloop - 46.23

### 10 Eng. mijl
- 1996: 13e Dam tot Damloop - 47.34
- 1998: 13e Dam tot Damloop - 47.25
- 1997:  Kenwood - 50.47
- 1997: 16e Dam tot Damloop - 48.04
- 2001: 21e Dam tot Damloop - 49.54
- 2007: 16e Dam tot Damloop - 49.33

### NK halve marathon
- 1995: 4e NK in Amersfoort - 1:03.30 (4e overall)
- 1998:  NK - 1:03.31
- 1999: 5e NK - 1:03.48 (19e overall)
- 2000:  NK in Den Haag - 1:04.13 (17e overall)
- 2004: 4e NK in Den Haag - 1:03.43 (10e overall)
- 2005:  NK in Den Haag - 1:02.20 (10e overall)
- 2006:  NK in Den Haag - 1:05.59 (16e overall)
- 2007:  NK in Den Haag - 1:02.34 (13e overall)

### halve marathon
- 1996: 5e halve marathon van Egmond - 1:03.28
- 1997: 8e halve marathon van Egmond - 1:06.11
- 1997:  halve marathon van Dronten - 1:03.55
- 1998: 17e halve marathon van Egmond - 1:06.30
- 1998: 31e City-Pier-City Loop - 1:04.59
- 1998:  Bredase Singelloop - 1:01.52
- 1999: 8e halve marathon van Egmond - 1:03.43
- 1999: 20e Dam tot Damloop - 1:06.35
- 2000: 19e Dam tot Damloop - 1:03.54
- 2002:  halve marathon van Egmond - 1:02.46
- 2002:  halve marathon van Duiven - 1:01.49
- 2003:  halve marathon van Egmond - 1:03.43
- 2003:  halve marathon van Hattem - 1:10.47
- 2003:  halve marathon van Best - 1:02.45
- 2004:  Groet uit Schoorl Run - 1:03.56
- 2004:  Bredase Singelloop - 1:01.52
- 2006: 12e halve marathon van Egmond - 1:06.20
- 2006:  halve marathon van Raalte - 1:07.35
- 2006: 5e halve marathon van Zwolle - 1:05.43
- 2007: 7e halve marathon van Zwolle - 1:08.30
- 2007: 8e Bredase Singelloop - 1:05.12
- 2008: 21e halve marathon van Egmond - 1:09.47
- 2008:  Groet uit Schoorl Run - 1:10.15
- 2009: 24e halve marathon van Egmond - 1:10.58
- 2009:  halve marathon van Drunen - 1:12.52
- 2009:  Venloop - 1:11.28
- 2010: 36e Venloop - 1:08.56
- 2010:  halve marathon van Zwolle - 1:10.26
- 2011: 6e halve marathon van Veldhoven - 1:20.20
- 2012: 59e halve marathon van Egmond - 1:11.12

### NK marathon
- 1997:  NK in Eindhoven - 2:15.15 (8e overall)
- 1998:  NK in Eindhoven - 2:12.45 (3e overall)
- 1999:  NK in Eindhoven - 2:17.44 (12e overall)
- 2000:  NK in Eindhoven - 2:14.39 (5e overall)
- 2002:  NK in Rotterdam - 2:10.59 (5e overall)
- 2003:  NK in Rotterdam - 2:19.46 (18e overall)
- 2004:  NK in Rotterdam - 2:11.56 (7e overall)
- 2007:  NK in Rotterdam - 2:15.28 (10e overall)

### marathon
- 1995: 6e marathon van Amsterdam - 2:19.41
- 1998: 9e marathon van Enschede - 2:15.32
- 1999: 17e marathon van Rotterdam - 2:17.17
- 2000: 25e marathon van Rotterdam - 2:14.51
- 2001:  marathon van Eindhoven - 2:17.54
- 2002: 9e marathon van Amsterdam - 2:11.19
- 2003:  marathon van Utrecht - 2:13.41
- 2003: 20e WK - 2:12.28
- 2003: 11e marathon van Fukuoka - 2:10.13
- 2004: DNS OS in Athene
- 2005: 15e WK - 2:15.47
- 2005: 11e marathon van Eindhoven - 2:13.22
- 2006: 15e marathon van Fukuoka - 2:17.27
- 2006: 4e EK - 2:12.44
- 2008: 17e marathon van Rotterdam - 2:16.33
- 2009: 20e marathon van Rotterdam - 2:26.57
- 2010:  marathon van Apeldoorn - 2:31.01
- 2010:  Spark Marathon Spijkenisse - 2:37.16
- 2010:  marathon van Meerssen - 2:28.10
- 2010: 4e marathon van Leiden - 2:28.18
- 2010: 11e marathon van Enschede - 2:31.06
- 2010:  Mergelland Marathon - 2:28.10
- 2011:  marathon van Apeldoorn - 2:30.24
- 2011:  Beekse Marathon - 2:37.34
- 2012: 8e marathon van Utrecht - 2:27.32

### overige afstanden
- 1996:  30 km van Zaandam - 1:34.29
- 1996:  Asselronde in Apeldoorn (27,5 km) - 1:23.50
- 1998:  Asselronde (27,5 km) - 1:28.59
- 2006:  Groet uit Schoorl Run (30 km) - 1:36.44
- 2012: 7e Groet Uit Schoorl Run (30 km) - 1:44.39

### veldlopen
- 1986: 149e WK voor junioren in Neuchâtel - 26.30,8
- 1988: 19e NK in Landgraaf - 40.21
- 1989: 5e Warandeloop - 30.52
- 1991: 7e NK in Deurne - 39.47
- 1991:  Joe Mann Bosloop Cross - 35.17
- 1991: 144e WK in Antwerpen - 36.27
- 1992: 11e Warandeloop - 30.49
- 1993: 17e NK in Harderwijk - 38.01
- 1993:  Warandeloop - 29.57
- 1994:  NK in Wieringerwerf - 38.57
- 1995: 15e Warandeloop - 30.53
- 1998: 11e NK veldlopen in Asten - 38.22
- 1998: 11e Warandeloop - 31.00
- 1999: 4e NK veldlopen in Heerde - 39.58
- 1999: 36e Warandeloop - 32.29
- 2000: 8e NK veldlopen in Heythuysen - 40.24
- 2000: 12e Warandeloop - 30.58
- 2001: 11e Warandeloop - 30.36
- 2003: 5e Warandeloop - 30.30
- 2005: 10e Sylvestercross - 34.36
- 2008: 36e Warandeloop - 34.19
- 2009: 24e Sylvestercross - 36.39

### ultralopen
- 2011:  Zestig van Texel - 4:14.08
- 2013: 4e Zestig van Texel - 4:18.24
- 2013: 16e Nacht van West-Vlaanderen (100 km) te Torhout - 7:54.40
- 2015: 6e NK 100 km - 8:27.33

## Onderscheidingen
- KNAU jeugdatleet van het jaar (Albert Spree-Beker) - 1987